# Lenguas samur
Las lenguas samur (también llamadas lézgicas nucleares) son el componente principal de la rama lezgica de las lenguas caucásicas nororientales. el lezgiano y el tabasaro son lenguas literarias.

## Clasificación interna
- Samur Oriental
  - Udi – 5.700 hablantes
  - Lezgi–Aghul–Tabasaran[1]
    - lezgiano – 784.000 hablantes
    - Aghul – 28.300 hablantes
    - Tabasaro – 128.900 hablantes
- Samur del Sur
  - Kryts – 6.000 hablantes en 1975
    - Kryts propiamente dicho
    - Jek
    - Khaput
    - Yerguiudzh
    - Alyk

  - Budukh – 1.000 hablantes
- Samur occidental
  - Rutul – 20.000 hablantes
  - Tsajur – 20.073 hablantes